# エキサイティングプロレス
『WWE 2K』は、2K Sportsから発売されているアメリカのプロレス団体WWEをモデルとした3Dプロレスアクションゲーム、およびそのシリーズである。

## 概要
2000年春に欧米で150万本の売上を達成したPlayStation用ソフト「WWF SmackDown!」を同年夏に日本で「エキサイティングプロレス」として発売したのが始まりである。以降毎年続編が製作され、2025年現在第25弾まで全世界で発売されている。また、WWEのレスラーの中にも本作品のファンが多く、スーパースター達が参加する大会も行われたことがある。日本では、「WWE 2007 SMACKDOWN VS. RAW」からはエキサイティングプロレスの冠が外れており、国内販売はユークスからTHQに変更になっている。しかし、発売元が変更になっても開発はユークスである。「SMACKDOWN! VS RAW"」はもともとはサブタイトルだったが、「エキサイティングプロレス7」以降は「"WWE (発売年) SmackDown vs Raw"」がタイトルとなっている。2012年からは「WWE 12」とシンプルなタイトルに変更される。なお、発売元のTHQジャパンが2012年2月29日付で事務所を閉鎖した為、「WWE 12」を以て国内版の発売は終了した。
WWEのスーパースター(レスラー)、試合形式、入場シーンを完全再現しているのが特徴であり、
シリーズの各作品ではその年に活躍したスーパースターや特番が行われたPPV会場、実際にWWEで行われた新試合形式等が随時追加される。
シリーズ第5弾からは過去にWWEで活躍したスーパースターがレジェンド枠として登場する様になった。
ゲームのオープニングは当時放送されていたSMACKDOWNまたはRAW放送時のPV、番組テーマと合わされているが、エキサイティングプロレス6では当時の番組テーマ曲であったDrowning PoolのRise Upではなく、インディーズバンドであるNot ForgottenのWaitingが使用されている。
主なゲームモードに好きな選手、好きな人数、試合形式で試合ができるエキシビション。
一人のWWEスーパースターとなってWWEのストーリーを体験できるシーズンモード。(2009以降はロード・トゥ・レッスルマニア)
選手を作成できるクリエイトモードなどがあり、エキサイティングプロレス7からは選手のより細かい入場シーンを設定することができる。さらにWWE 2009 SmackDown vs Rawからはオリジナルの必殺技を作成できる。
正面グロッキーからしか作成できなかったSVR2009だが、SVR2010では新たにダイビングダウン攻撃、SVR2011ではコーナー上ダウン正面状態からのフィニッシャーも作成できるようになった。
SVR2008では「事前にバグが確認されているのに修正していない」という告知がされた。また、新システムの採用により、ファイティングポーズが全キャラクター一緒であることが確認されている。
この仕様はSVR2011にて変更。スーパースター、ディーバでファイティングポーズや走り方が分けられるようになった。
SVR2009のみ相互利用タイトルとして「WWE Legends of WrestleMania」が発売された。これはエキサイティングプロレスシリーズが始まる前の時代、ハルク・ホーガン、アンドレ・ザ・ジャイアント、ビッグ・ボスマン、アルティメット・ウォリアー、ヨコヅナらが活躍した80年代からアティテュード路線までのスーパースターとマネージャーを中心に登場させたタイトルである。当時のPPV会場も再現され、2009を読み込ませることにより、2009登場のスーパースターと対決させることもできる。しかし旧WWFのロゴは使用許可が下りず、旧ロゴデザインを現在のWを重ねた物に変更されている。
さらに2010年度版では過度な規制が加えられており、男女間での試合はミクスドタッグ（男女混合）戦を除いて行えなず、ミクスドタッグ戦においても男性スーパースターからディーヴァへ攻撃した瞬間に反則負けとなる。さらに、「2010」より追加されたストーリーデザイナーモードでも、男女間での乱闘シーンは設定できないようになっている。また、ミゼットレスラーであるホーンスワグルも2009年度版に登場こそするもののマネージャー専用キャラクターとなっており、試合に参加する事ができない。
2020年度版「WWE2K20」よりユークスが開発から外れ、これまで共同開発していたVisual Conceptsのみで開発されている。しかしながら、今作はバグが相次いで報告されており、PS4版に関してはソニー・インタラクティブエンタテインメントが返金に応じるとしている。
ユークスはその後、フロリダに本拠を置く競合団体の関係者、特にケニー・オメガとレフェリーのオーブリーの協力を得て、ゲーム「オール・エリート・レスリング：ファイト・フォーエバー」を開発したライバルのアメリカのプロレス団体オール・エリート・レスリングに寝返った。 ユークスとの連絡役だったエドワーズ。

## シリーズ
| 2000 | エキサイティングプロレス                          |
| 2001 | エキサイティングプロレス2                         |
| 2002 | エキサイティングプロレス3                         |
| 2003 | エキサイティングプロレス4                         |
| 2004 | エキサイティングプロレス5                         |
| 2005 | エキサイティングプロレス6 SMACKDOWN! VS RAW       |
| 2006 | エキサイティングプロレス7 SMACKDOWN! VS. RAW 2006 |
| 2007 | WWE 2007 SmackDown vs Raw                         |
| 2008 | WWE 2008 SmackDown vs Raw                         |
| 2009 | WWE 2009 SmackDown vs Raw                         |
| 2010 | WWE 2010 SmackDown vs Raw                         |
| 2011 | WWE 2011 SmackDown vs Raw                         |
| 2012 | WWE'12                                            |
| 2013 | WWE'13                                            |
| 2014 | WWE2K14                                           |
| 2015 | WWE2K15                                           |
| 2016 | WWE2K16                                           |
| 2017 | WWE2K17                                           |
| 2018 | WWE2K18                                           |
| 2019 | WWE2K19                                           |
| 2020 | WWE2K20                                           |
| 2021 |                                                   |
| 2022 | WWE2K22                                           |
| 2023 | WWE2K23                                           |
| 2024 | WWE2K24                                           |
| 2025 | WWE2K25                                           |

エキプロシリーズ
- エキサイティングプロレス(PlayStation)
- エキサイティングプロレス2(PlayStation)
- エキサイティングプロレス3(PlayStation 2)
- エキサイティングプロレス4(PlayStation 2)
- エキサイティングプロレス5(PlayStation 2)
- エキサイティングプロレス6 SMACKDOWN! VS RAW(PlayStation 2)
- エキサイティングプロレス7 SMACKDOWN! VS. RAW 2006(PlayStation 2、PSP)

WWEシリーズ
- WWE DAY OF RECKONING(ゲームキューブ)
- WWE DAY OF RECKONING2(ゲームキューブ)[日本未販売]
- WWE 2007 SmackDown vs Raw(PlayStation 2、Xbox 360、PSP)
- WWE 2008 SmackDown vs Raw(PlayStation 2、PlayStation 3、Xbox 360、Wii)[PSP、DSは日本未販売]
- WWE 2009 SmackDown vs Raw(PlayStation 3)[PlayStation 2、Xbox 360、Wii、PSP、DSは日本未販売]
- WWE Legends of WrestleMania(PlayStation 3、Xbox 360)[Wii版は日本未販売]
- WWE 2010 SmackDown vs Raw(PlayStation 3、Xbox 360)[PlayStation 2、DS、PSP、Wiiは日本未販売]
- WWE 2011 SmackDown vs Raw(PlayStation 2、PlayStation 3、Xbox 360)[PSP版は日本未販売]
- WWE'12(PlayStation 3)[Xbox 360、Wiiは日本未販売]
- WWE'13(PlayStation 3、Xbox 360)[日本未販売]
- WWE2K14(PlayStation 3、Xbox 360)[日本未販売]（現在、北米・アジア版で日本国で本体動作確認)
- WWE2K15(PlayStation 3、Xbox 360、PlayStation 4、Xbox One)[日本未販売]
- WWE2K16(PlayStation 3、Xbox 360、PlayStation 4、Xbox One)[日本未販売]
- WWE2K17(PlayStation 3、Xbox 360、PlayStation 4、Xbox One)[日本はPS4/Xbox OneでDL版のみ販売で日本語非対応）]
- WWE2K18(Xbox 360、PlayStation 4、Xbox One、Nintendo Switch)[日本はゲオ専売でPS4版のみ販売（通常版はDL販売のみ）。日本語非対応]
- WWE2K19(PlayStation 4、Xbox One、PC(Steam))[日本はゲオ専売でPS4版のみ販売（通常版はDL販売のみ）。日本語非対応]
- WWE2K20(PlayStation 4、Xbox One、PC(Steam))[日本はゲオ専売でPS4版のみ販売（通常版および他機種版はDL販売のみ）。日本語非対応]
- WWE2K22(PlayStation 4、PlayStation 5、Xbox One、Xbox Series X/S、PC(Steam))[日本では基本的にDL販売。パッケージ版はAmazon.co.jpとゲオで数量限定販売。日本語非対応]
- WWE2K23(PlayStation 4、PlayStation 5、Xbox One、Xbox Series X/S、PC(Steam))[日本ではDL販売。パッケージ版はAmazon.co.jpで輸入販売。日本語非対応]
- WWE2K24(PlayStation 4、PlayStation 5、Xbox One、Xbox Series X/S、PC(Steam))[日本ではDL販売。パッケージ版はAmazon.co.jpで輸入販売。日本語非対応]
- WWE2K25(PlayStation 4、PlayStation 5、Xbox One、Xbox Series X/S、PC(Steam))[日本ではDL販売。パッケージ版はAmazon.co.jpで輸入販売。日本語非対応]

派生シリーズ
- レッスルマニアX8(ゲームキューブ)
- レッスルマニアXIX(ゲームキューブ)
- SIMPLE1500シリーズ Vol.052 The プロレス2(PlayStation)
- オンラインプロレスリング(PlayStation 2)【オンラインサービスは2005年7月1日午前0時にて終了済み】
- ランブルローズ(PlayStation 2)
- ランブルローズXX(Xbox 360)
- WWE All Stars(PlayStation 3)[PlayStation 2、Xbox 360、Wii、Wii U、PSP、DSは日本未販売]
- ROYAL RUMBLE(アーケード、ドリームキャスト)

発売中止になったもの
- WWE SmackDown vs. Raw Online(パソコン)※2011年2月2日付でTHQ(当時の販売元)から発売中止が正式に発表され、結局は商品化に至らなかった。

各種、ゲームリンク先はここ⇒http://www.yukes.co.jp/games/category/wwe/